# Logical link control
Logical Link Control (общепринятое сокращение — LLC) — верхний подуровень управления логической связью — по стандарту IEEE 802 — верхний подуровень канального уровня модели OSI, осуществляет:
- управление передачей данных;
- обеспечивает проверку и правильность передачи информации по соединению.

## Структура кадра
По своему назначению все кадры уровня LLC (называемые в стандарте IEEE 802.2 блоками данных — Protocol Data Unit, PDU) подразделяются на три типа — информационные, управляющие и ненумерованные:
- Информационные кадры предназначены для передачи информации в процедурах с установлением логического соединения и должны обязательно содержать поле информации. В процессе передачи информационных блоков осуществляется их нумерация в режиме скользящего окна.
- Управляющие кадры предназначены для передачи команд и ответов в процедурах с установлением логического соединения, в том числе запросов на повторную передачу искаженных информационных блоков.
- Ненумерованные кадры предназначены для передачи ненумерованных команд и ответов, выполняющих в процедурах без установления логического соединения передачу информации, идентификацию и тестирование LLC-уровня, а в процедурах с установлением логического соединения — установление и разъединение логического соединения, а также информирование об ошибках.

Все типы кадров уровня LLC имеют единый формат. Они содержат четыре поля:
- адрес точки входа сервиса назначения (Destination Service Access Point, DSAP),
- адрес точки входа сервиса источника (Source Service Access Point, SSAP),
- управляющее поле (Control)
- поле данных (Data)

| DSAP                                 | SSAP                                | Control          | Data   |
| ------------------------------------ | ----------------------------------- | ---------------- | ------ |
| Адрес точки входа сервиса назначения | Адрес точки входа сервиса источника | Управляющее поле | Данные |

Кадр LLC не обрамляется двумя однобайтовыми полями «Флаг», имеющими значение 01111110 (как это было в HDLC). Формат кадров LLC частично соответствует формату кадра HDLC.
Поле данных кадра LLC предназначено для передачи по сети пакетов протоколов верхних уровней — IP, IPX, AppleTalk, DECnet, в редких случаях — прикладных протоколов, когда те не пользуются сетевыми протоколами, а вкладывают свои сообщения непосредственно в кадры канального уровня. Поле данных может отсутствовать в управляющих кадрах и некоторых ненумерованных кадрах.
Поле управления (один байт) используется для обозначения типа кадра данных — информационный, управляющий или ненумерованный. Кроме этого, в этом поле указываются порядковые номера отправленных и успешно принятых кадров, если подуровень LLC работает по процедуре LLC2 с установлением соединения. Формат поля управления полностью совпадает с форматом поля управления кадра LAPB.
Поля DSAP и SSAP позволяют указать, какой сервис верхнего уровня пересылает данные с помощью этого кадра. Программному обеспечению узлов сети при получении кадров канального уровня необходимо распознать, какой протокол вложил свой пакет в поле данных поступившего кадра, для того, чтобы передать извлеченный из кадра пакет нужному протоколу для последующей обработки. Например, в качестве значения DSAP и SSAP может выступать код протокола IPX или же код протокола покрывающего дерева Spanning Tree.